# Kieselsäureester

Tetraethylorthosilicat, ein Kieselsäureester

Kieselsäureester (KSE) sind eine Stoffgruppe und die Ester der Kieselsäuren.

## Gewinnung und Darstellung
Diese Verbindungen entstehen durch Reaktion von Siliciumtetrahalogeniden (z. B. Siliciumtetrachlorid) mit Alkoholen, wie z. B. Methanol oder Ethanol.

## Eigenschaften
Der Kieselsäureester mit Ethanol wird Tetraethylorthosilicat genannt. Kieselsäureester neigen zur Hydrolyse, es bildet sich Orthokieselsäure, die in Kondensationsreaktionen (Wasserabspaltung) in Polykieselsäure übergeht, aus der sich schließlich amorphes Siliciumdioxid bildet:
Si(OC2H5)4 + 4 H2O → SiO2 · n H2O + 4 C2H5OH

## Verwendung
Praktische Bedeutung haben die Ester der Orthokieselsäure mit der allgemeinen Formel (Si(OR)4), zum Beispiel für die Konservierung von Naturstein.

### Konservierung von Naturstein
Hauptartikel: Steinkonservierung
Kieselsäureester werden im Bautenschutz zur Festigung und Konservierung von Naturstein und Putz verwendet, da sie bei der Hydrolyse, z. B. durch Luftfeuchtigkeit, Siliciumdioxid (SiO2) bilden, das feinste Risse und Spalten im Stein mit einem Kieselgel-Film auskleidet (Verkieselung).

#### Historisches
Bereits 1861 schlug August Wilhelm von Hofmann die Verwendung Tetraethylorthosilicat zur Sanierung des verfallenen Kalkstein des Houses of Parliament in London vor. In den 1920er Jahren veröffentlichte Arthur Pillans Laurie eine Arbeit, in der er mit verschiedenen Formulierungen experimentierte, die auch Tetraethylorthosilicat enthielten, und meldete mindestens vier Patente für Steinfestigungsmittel an. Bis 1932 herrschte jedoch Uneinigkeit über seine Wirksamkeit. In einer Veröffentlichung behauptete R. J. Schaffer, dass Lauries Behandlung von Natursteinen mit Kieselsäureester keine schützende Wirkung zu haben scheint. Jedoch berichteten in den 1940er Jahren eine Reihe von Autoren über die Anwendung von „Silikonestern“ als Farbe und Konservierungsmittel für Steine und Beton. 1956 veröffentlichte Harold Plenderleith einen umfangreichen Artikel über Konservierung von Materialien. In einem Abschnitt über die Verfestigung von Stein berichtete er: „Für Sandstein und kieselhaltigen Kalkstein von großen Abmessungen, die in Innenräumen aufbewahrt werden, ist Siliziumester ein sehr erfolgreiches Festigungsmittel“. Die späten 1960er Jahre waren durch die Arbeit von Seymour Lewin ein Wendepunkt für die Untersuchung und Verwendung von Alkoxysilanen auf Stein. Zusätzlich zu einigen Artikeln über das Thema wurde Anfang der 1970er Jahre von der Wacker-Chemie ein deutsches Patent für die Tetraethoxysilan- und Tetraethoxysilan-Methyltriethoxysilan-basierten Steinverfestigungsmittel angemeldet, die Wacker OH bzw. Wacker H hießen. in den folgenden Jahren gab es eine Vielzahl von Veröffentlichungen zu dem Thema. Allein zum Thema Alkoxysilane und Steinkonservierung erschienen zwischen 1980 und 2000 mehr als 200 Artikel.
Patentiert in Österreich schon um 1900, wurden Kieselsäureester erstmals um 1920 in England zur Steinfestigung eingesetzt. Ein Erfolg im Sinne einer Festigung konnte bei diesen Anwendungen jedoch nicht festgestellt werden. Erneut aufgegriffen wurden die Kieselsäureester in den frühen 1960er Jahren in der Tschechoslowakei, ihre Entwicklung wurde in der BRD vor allem von der Wacker-Chemie vorangetrieben. Erstes behandeltes Steinobjekt in der BRD ist der Sandsteinerker des Schlosses in Burgsteinfurt (Westfalen).

#### Konservierungsverfahren
Neben dem heute aufgrund seiner Toxizität nicht mehr verwendeten Orthokieselsäuretetramethylester, der Methanol abspaltet, wird ausschließlich Orthokieselsäuretetraethylester, der das ungefährlichere Ethanol abspaltet, eingesetzt. Die festigende Wirkung der Kieselsäureester beruht auf der Ausbildung überbrückender, wasserhaltiger, amorpher SiO2-Gele im Porenraum der Gesteine. Das gleichzeitig gebildete Ethanol verdampft in die Atmosphäre. Das aus Propylsilikaten freigesetzte Propanol verdampft schlechter als Ethanol.
Das Abbinden eines Kieselsäureesters läuft in einem Sol-Gel-Prozess in zwei Schritten ab: Im ersten Schritt findet eine Hydrolyse statt, der zweite Schritt führt über Kondensations- und Polymerisationsprozesse zur endgültigen Gelbildung. Bei der Hydrolyse in Gegenwart von Wasser wird Ethanol abgespalten und es entsteht instabile Orthokieselsäure, aus der sich durch Wasserabspaltung amorphes, wasserhaltiges SiO2-Gel bildet.
Die Hydrolyse muss in der Praxis durch Zugabe von Katalysatoren beschleunigt werden. Neben der früher gebräuchlichen sauren und alkalischen Katalyse, bei der dem KSE unmittelbar vor der Verwendung Säure oder Base zugegeben werden musste, wird heute in aller Regel mit metallorganischen Verbindungen (Dibutylzinndilaurat) katalysiert. Metallorganische Verbindungen katalysieren die Hydrolyse langsamer als saure oder alkalische Katalysatoren, damit können Anwendungsfehler besser umgangen werden. Die alkalisch katalysierte Hydrolyse spielt in der Restaurierung bei der Klebung mit schnellhydrolysiertem KSE weiterhin eine Rolle. Während der weiteren Gelbildung kommt es durch Kondensationsvorgänge der HO-Si-Strukturen zur Ausbildung ungeordneter SiO2-Tetraeder-Netzwerke unter H2O-Abspaltung.
Durch ständig weiterlaufende Kondensation der freien OH-Gruppen im Kieselgel kommt es zu Volumenkontraktionen und damit zu Spannungen. Auch das sich bildende Ethanol selbst kann die Zersetzung begünstigen. Wenn dabei die Kohäsionskräfte im Gel überschritten werden, bildet sich ein polygonales, charakteristisches Risssystem. Dadurch kommt es im Porensystem der behandelten Steine zur Ausbildung einer Sekundärporositat, die Auswirkungen auf das hygrische Verhalten des Gesteins haben kann.
Durch während der Gelbildung nicht ausreagierte, hydrophob wirkende Ethylgruppen zeigen die behandelten Steinoberflächen eine anfängliche Hydrophobie, die mehrere Monate und länger anhalten kann. Die Hydrolyse des KSE wird durch das an den Mineraloberflächen liegende Haftwasser initiiert. Eine gewisse Sorptionsfeuchte, allerdings ohne Kapillarkondensation, ist daher unerlässlich für eine erfolgreiche Festigung. In der Praxis wird allgemein eine Konditionierung zu festigender Steine bei einer relativen Luftfeuchte von 40 bis 80 Prozent empfohlen.
Die im Handel befindlichen Kieselsäureester verschiedener Hersteller unterscheiden sich im Feststoffgehalt bzw. der Gelabscheidungsrate, dem Gehalt an Lösemitteln und in möglichen Zusätzen hydrophobierender Stoffe und werden je nach Anwendungsfall individuell ausgewählt.
Angestrebt wird eine Weiterentwicklung der Kieselsäureester, um die Versprödung des gefestigten Steinmaterial zu verringern und eine Schollenbildung auf den behandelten Flächen zu verhindern.

#### Kritik
Manche Baudenkmalpfleger warnen vor der übertriebenen Verkieselung von Naturstein, da die Festigung der oberen Schichten in Verbindung mit der hydrophobierenden Wirkung bei Erwärmung der Fassade durch Sonneneinstrahlung sowie Frost-Tau-Wechseln zu einer Schalen- und Krustenbildung sowie gegebenenfalls Salzanreicherung führen kann. In der Folge kann sich aufgrund der durch die Bewitterung verursachten Spannungen zwischen den verfestigten Schichten und dem darunterliegenden, weicheren Material eine trennende Fuge bilden.
Um dies zu verhindern, sollte die Menge des eingebrachten Festigungsmittels genau dosiert werden und durch geeignete Maßnahmen dazu gebracht werden, möglichst tief in das Material einzudringen.

### Hinterfüllmörtel
Zur Verwendung von Kieselsäureestern als organisch-anorganisches Bindemittel von Hinterfüllmassen zum Füllen von Hohlräumen in mineralischen Baumaterialien liegen noch keine ausreichenden Erfahrungen vor. Versuche zur Hinterfüllung und Befestigung hohl-liegender historischer Putzflächen zeigen ein gutes Fließverhalten, gute Haftung und gute Witterungsbeständigkeit des Mörtels.
Von Vorteil ist die generell sehr gute Wasserdampfdurchlässigkeit.
Nachteilig ist die Neigung zur Bildung von Schwundrissen.